# Ramanna-nikája
A ramanna-nikája (páli: rámannya, vagy rámanja-nikája szingaléz: රාමඤ්ඤ නිකාය) Srí Lanka három fő buddhista rendje közül az egyik. 1863. július 13-án alapították, amikor Ambagahavatte Szaranankara visszatért Srí Lankára, miután szerzetesi felvételt nyert Burmában Nejjadhamma Munivara szangha rádzsától. A ramanna-nikája Srí Lanka három ortodox rendje közül az egyik. A másik kettő a sziámi-nikája és az amarapura-nikája.
A szerzetesrend egyik jellemzője, hogy pálmalevélből készült napernyőt használnak, alamizsnás tállal utaznak, mintegy kifejezve, hogy függőségben állnak a világi buddhista közösségtől. Sáfrány színű szerzetesi ruhát viselnek, amely a maga korában forradalminak számított. Ez a nikája nagy hatással volt a világi követőkre, amelynek eredményeképpen országszerte nagyszámú ramanna kolostor épült.
A ramanna-nikáját hasonlatosnak tartják a thaiföldi thammajut szerzetesrendhez. A ramanna rend ma is élő hagyomány Thaiföldön, Burmában és Srí Lankán.
2012. szeptember 3-án a ramanna rend vezetőjének Napana Premasziri Thera szerzetest választották. Előtte a 103 éves korában elhunyt Veveldenije Medhalankara Thera volt a rendvezető. A rend kiemelkedő fontosságú temploma az 1851-ben épült Vidzsajananda templom, amely később – a Teozófiai Társulat legfőbb alakjai, Henry Steel Olcott és  Helena Petrovna Blavatsky erőfeszítéseinek is köszönhetően – fontos szerepet játszott az országban számtalan buddhista oktatási intézmény létrehozásában. Ebben a templomban tartottak 1895-ben, először a szigetország területén vasárnapi dharma iskolát. Egy másik fontos ramanna rendhez tartozó templom a Dharmasramaja templom.

## Új központ
Srí Lanka fővárosában, Colombóban új központot hozott létre a ramanna rend. A központot 2017. február 3-án adták át a miniszterelnök jelenlétében. A központban könyvtár is található, ám elsősorban a rend adminisztrációs ügyeit intézésére használják.